# Liniște!
Liniște! este un film românesc din 1963 regizat de Alexandru Boiangiu.